# Пиребедиль
Пиребедиль (азерб. Pirəbədil, на азербайджанской кириллице Пирəбəдил) — селение в Шабранском районе Азербайджана.

## География
Пиребедиль расположен у подножья горы Надир-Хусейн-даг, в 17 км к западу от Шабрана.

## История
Пиребедиль относился к Шишпаринскому магалу Кубинского участка одноимённого уезда Дербентской губернии, которая просуществовала с 1846 по 1860 год. После того, как Дербентская губерния была упразднена, большая часть её вошла в состав новообразованной Дагестанской области, в то время как Кубинский уезд отошёл к Бакинской губернии.
В последующем Пиребедиль входил в Кубинский уезд Бакинской губернии и относился к Дивичинскому полицейскому участку.
Это была казённая деревня. Вместе с тремя населёнными пунктами (Загли, Зюграмлы и Сумагова) она в конце XIX века составляла Пиребедильское (так в тексте) сельское общество, а в начале XX века Перебедильское общество (так в тексте) включало уже пять населённых пунктов (Ахмед-Булаг кишлаги, Заглы, Заграмлы, Перебедиль и Сумагова).
На 1 января 1961 года Пиребедиль и ещё 6 сёл (Зохрамлы, Сумаговаказма, Сумагова, Корган, Билиджи Корган и Измара) составляли Пиребедильский сельский совет (сельсовет) Дивичинского района Азербайджанской ССР. К 1 января 1977 года Пиребильский сельсовет, кроме упомянутых населённых пунктов, включал ещё два села (Зейва и Кильвар).

## Население
В прошлом Пиребедиль населяли таты. В начале XX века эта деревня принадлежала к смешанным тюрко-татским (азербайджано-татским) селениям. К тюркам (то есть азербайджанцам) относились бывшие беки, в то время как «простой народ» — таты. Жители Пиребедиля в дореволюционной литературе чаще обозначались как таты и реже как «татары» (то есть азербайджанцы).

### XIX век
Согласно сведениям «Кавказского календаря» на 1857 год, в деревне Перебедыл (так в тексте) проживали «татары»-сунниты (то есть азербайджанцы-сунниты) и разговаривали на татском языке. По данным же списков населённых мест Бакинской губернии от 1870 года, составленных по сведениям камерального описания губернии с 1859 по 1864 год, здесь было 45 дворов и 310 жителей, состоящих из татов-суннитов. В дальнейшем мы видим увеличение численности населения деревни. Так, по сведениям 1873 года, опубликованным в изданном в 1879 году под редакцией Н. К. Зейдлица «Сборнике сведений о Кавказе», в Пиребедиле было 58 дворов и 384 жителя, также татов, но теперь указанных как мусульмане-шииты.
Материалы посемейных списков на 1886 год показывают в Пиребедиле 367 человек (53 дыма), все из которых таты-сунниты, являвшиеся крестьянами на казённой земле.

### XX век
В одной из статистических ведомостей, приложенной к Обзору Бакинской губернии за 1902 года и показывающей национальный состав коренного населения населённых пунктов Бакинской губернии на 1 января 1903 года, по Пиребедилю Дивичинского участка Кубинского уезда указаны 48 дымов и 444 жителя, «татар» (азербайджанцев) по национальности. Согласно «Кавказскому календарю» на 1910 год, в Пиребедиле за 1908 год числилось 460 жителей, в основном татов.
По сведениям Списка населённых мест, относящегося к Бакинской губернии и изданного Бакинским губернским статистическим комитетом в 1911 году, численность населения деревни также составляла 460 жителей (37 дымов), татов по национальности, из которых 454 поселянина на казённой земле (35 дымов) и 6 представителей духовенства (2 дыма).
Очередной «Кавказский календарь» на 1912 год показал в Пиребедиле 492 человека, но уже «татар» (азербайджанцев). Тот же этнический состав приводит и «Кавказский календарь» на 1915 год, но теперь здесь числятся 507 жителей. Советский иранист Б. В. Миллер, обследовавший татов в 1928 году, относил Пирабедиль (так у Миллера) к татским суннитским селениям.
По состоянию на 1983 год, население Пиребедиля составляло 306 человек.

## Язык
В прошлом в Перебедиле говорили на татском языке. Ещё в «Кавказском календаре» на 1857 год отмечалось, что в Перебедиле разговаривали на татском языке, а приводимое календарём название на местном языке (ﭘﺮهﺑﺪﻳﻞ) имеет персидское написание. Однако уже во второй половине XX века языком селения был азербайджанский. Советско-российский лингвист А. Л. Грюнберг, совершивший в 1950-х годах экспедиционные поездки в районы расселения татов, писал: «старики ещё помнят, как в с. Пиребедиль Дивичинского района татский язык был в употреблении. Сейчас это село почти целиком говорит по-азербайджански».
Согласно данным Списка населённых мест, относящегося к Бакинской губернии и изданного Бакинским губернским статистическим комитетом в 1911 году, в деревне 7 мужчин имели грамотность на русском языке и 9 мужчин имели грамотность на местном языке. Отлично не только азербайджанский, но также и русский язык знала уроженка села — Айна Султанова, которая с 1906 года училась в Баку.

## Достопримечательности
В Пиребедиле функционирует исторический музей, посвящённый в основном истории местного ковроделия.

## Народные промыслы
Пиребедиль относился к центрам татского ковроделия в «Кубинском районе». Ковроткачество здесь развито с давних времён (один из видов ковров носит название села).

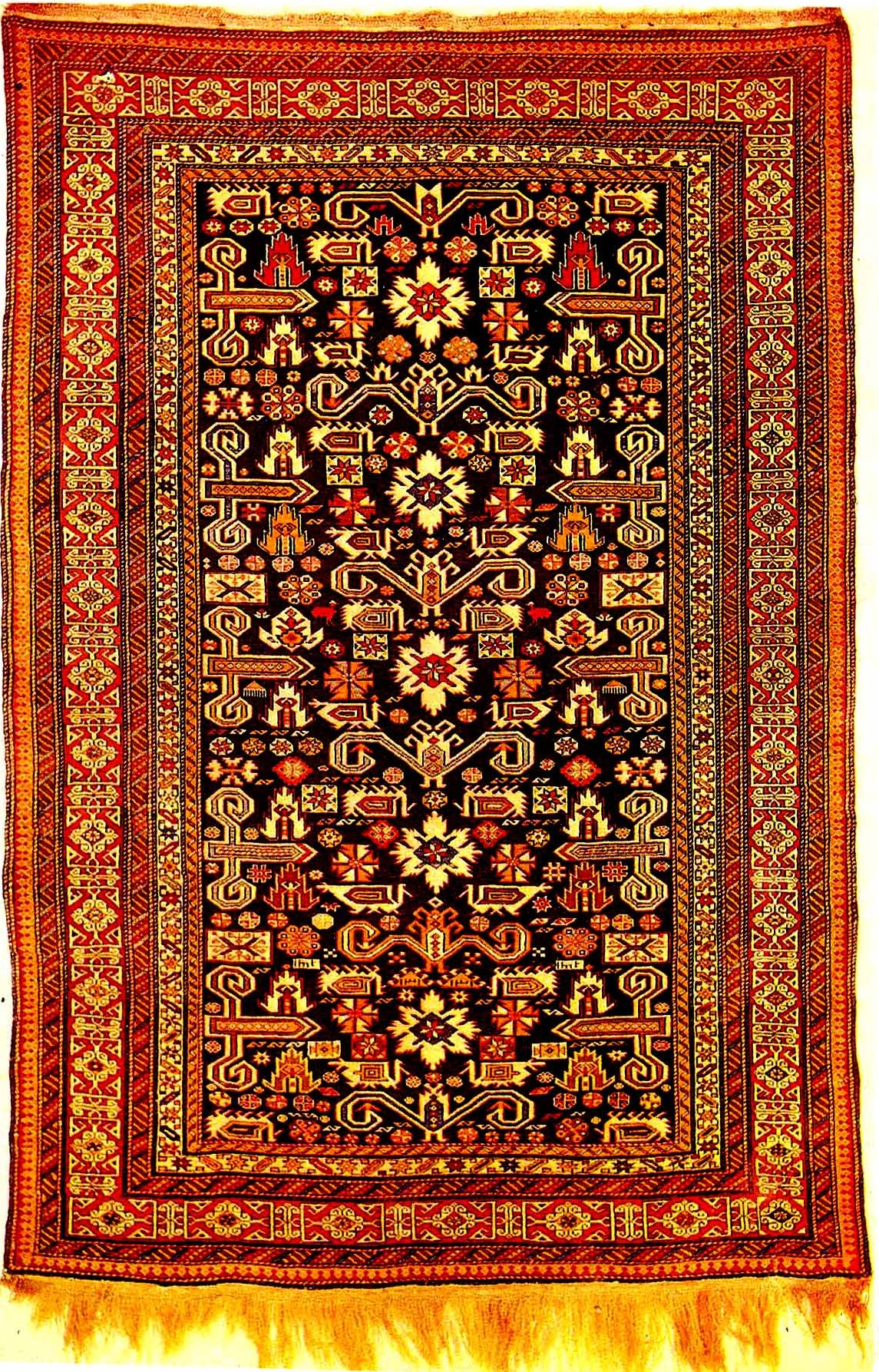
Ковёр «Пирабадил». Кубинская школа. XIX век. Азербайджанский государственный музей ковра и народно-прикладного искусства
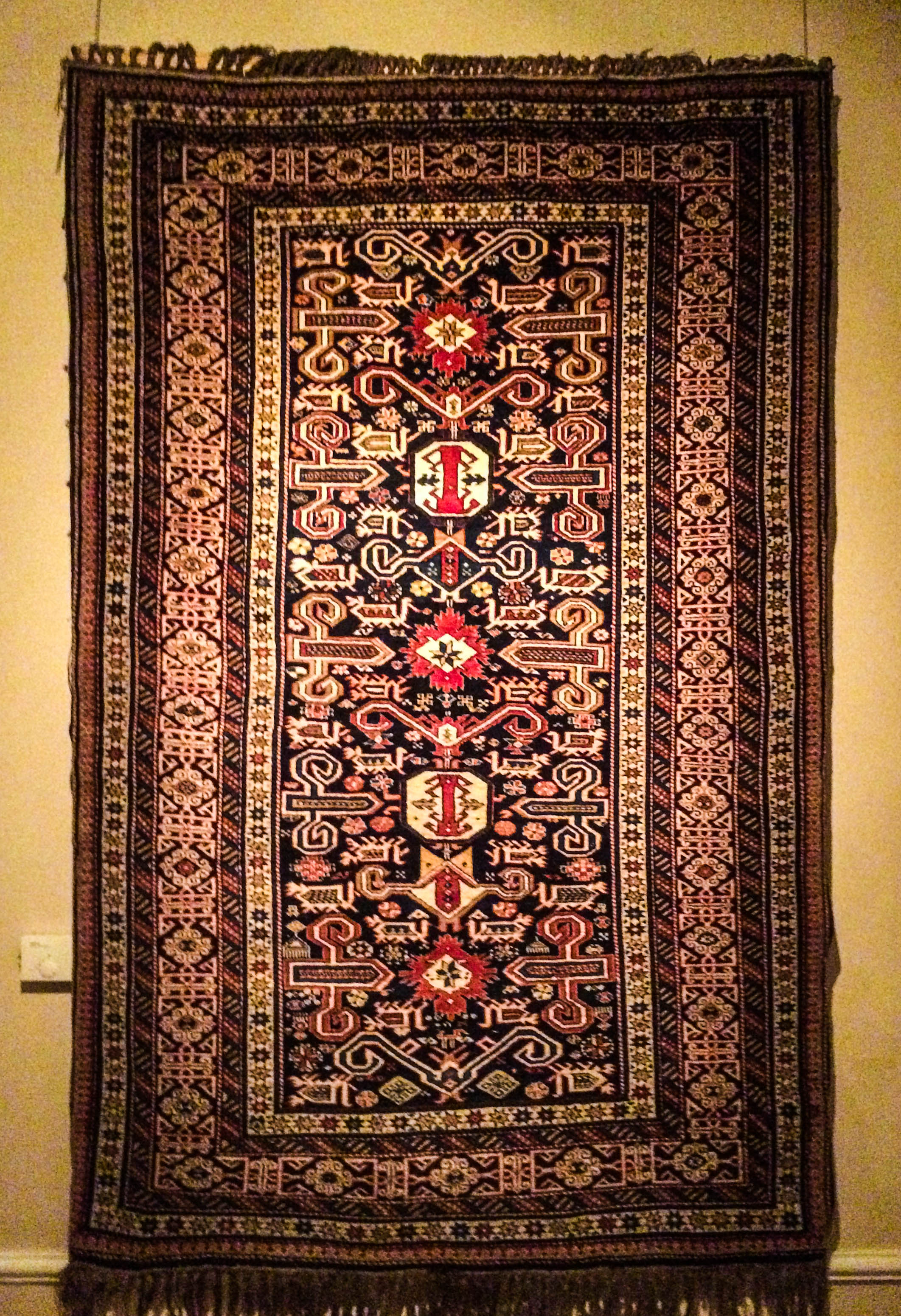
Ковёр «Пирабадил». Кубинская школа
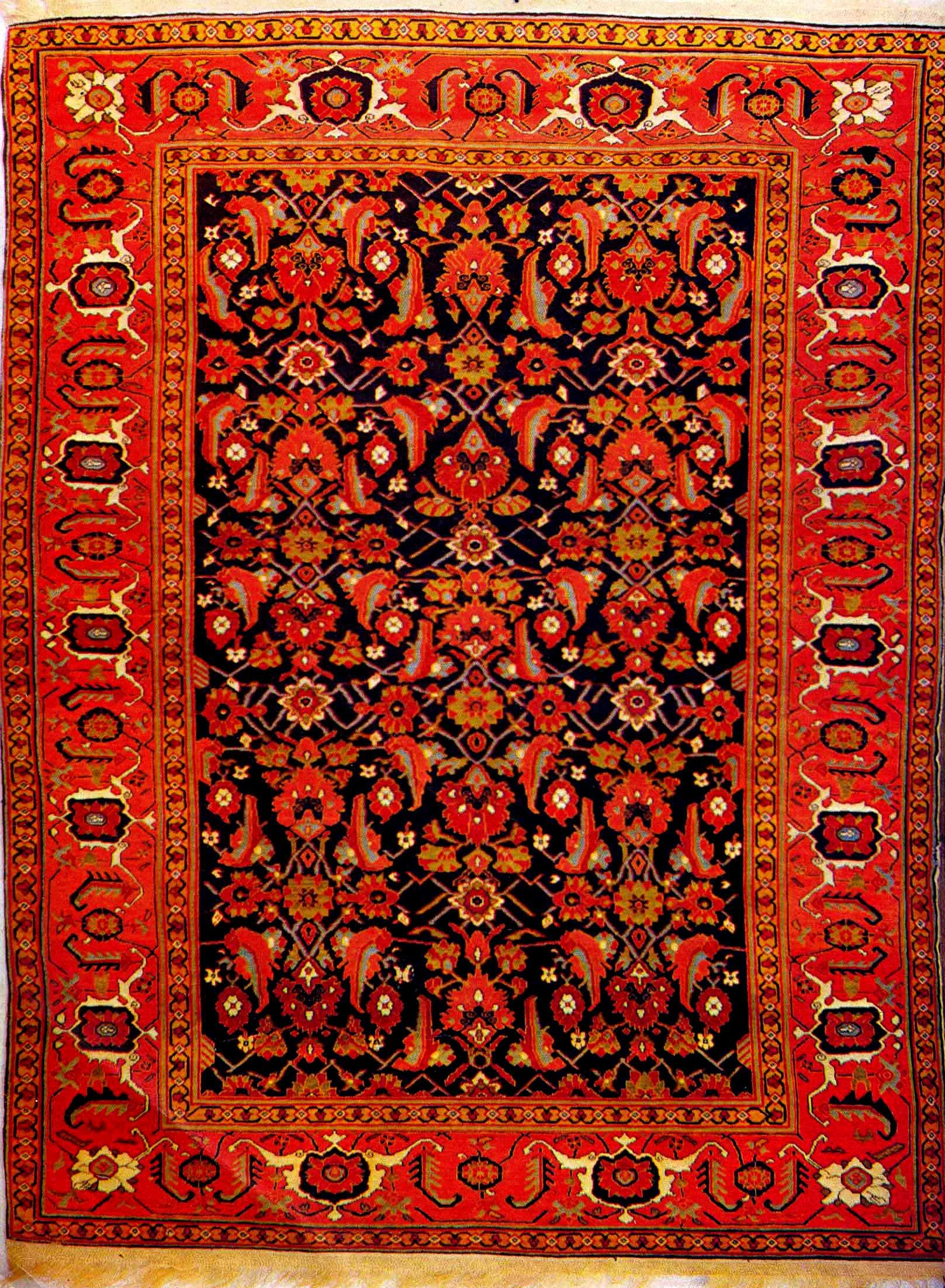
Ковёр «Герат-Пиребедиль». Кубинская школа. XVIII век. Азербайджанский государственный музей ковра и народно-прикладного искусства
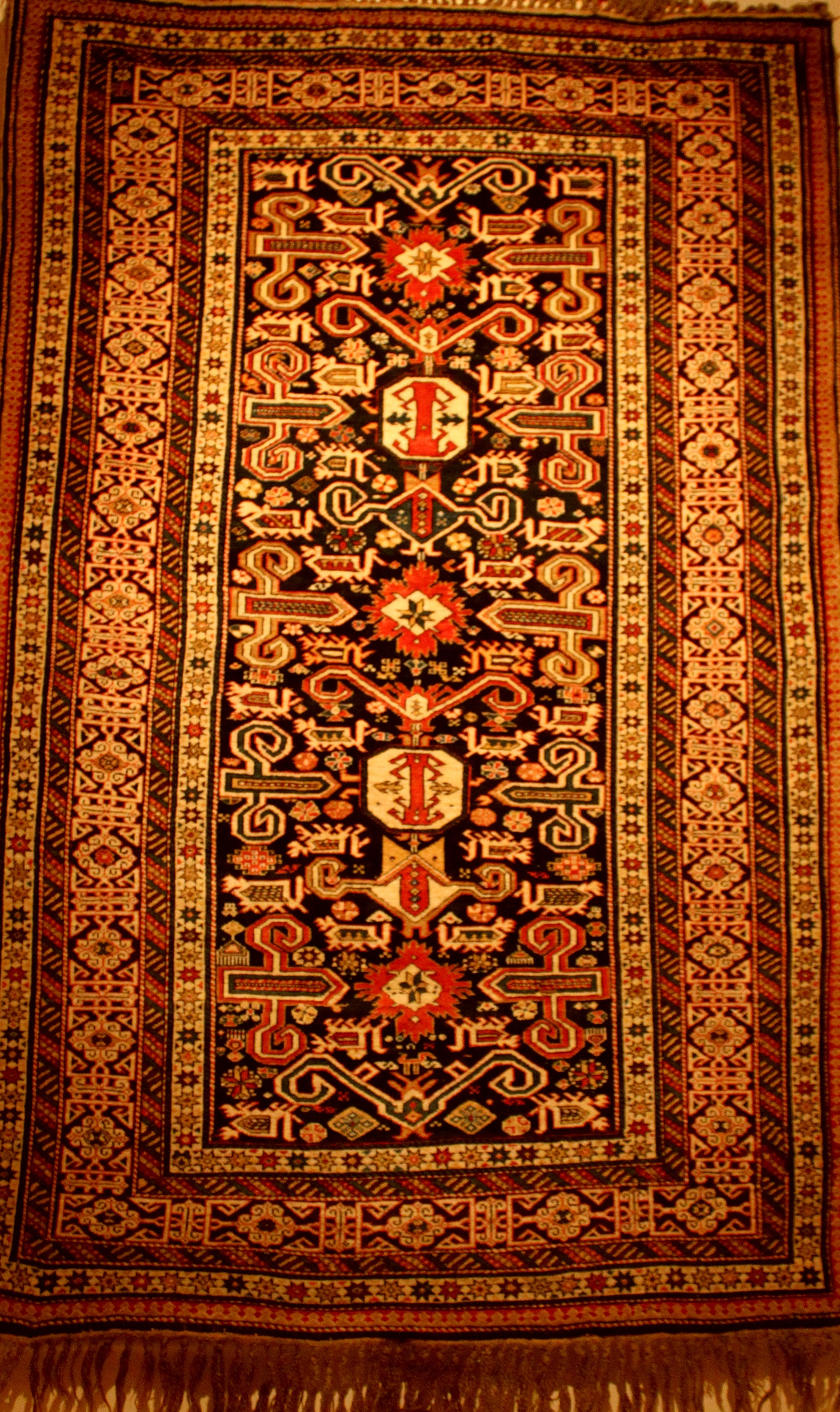
Ковёр «Пирабадил». Кубинская школа. XIX век.

### Комментарии
1. ↑  Высказывание о «Кубинском районе» можно понимать либо как о нынешней административной единице, либо как о регионе. В прошлом Пиребедиль административно был частью Кубинского уезда, а в настоящее время входит в зону Губинского экономического района Азербайджана